# Unia na rzecz Regionu Morza Śródziemnego
     państwa członkowskie Unii Europejskiej
     pozostali członkowie
     zawieszone członkostwo
     obserwatorzy

Członkowie Unii na rzecz Regionu Morza Śródziemnego:
państwa członkowskie Unii Europejskiej
pozostali członkowie
zawieszone członkostwo
obserwatorzy

Unia na rzecz Regionu Morza Śródziemnego (ang. Union for the Mediterranean, fr. Union pour la Méditerranée, hiszp. Unión por el Mediterráneo, ar. الاتحاد من أجل المتوسط) – wspólnota państw członkowskich Unii Europejskiej i państw położonych nad Morzem Śródziemnym, powołana oficjalnie w czasie konferencji w Paryżu w dniach 13–14 lipca 2008 roku. Siedziba wspólnoty znajduje się w Barcelonie.

## Geneza
Propozycja utworzenia wspólnoty po raz pierwszy pojawiła się w czasie kampanii przedwyborczej Nicolasa Sarkozy’ego. Po wygraniu wyborów strona francuska rozpoczęła kreślenie konkretniejszych planów. 23 października 2007 roku prezydent Sarkozy zaprosił wszystkich śródziemnomorskich liderów na szczyt przywódców do Francji w lipcu 2008 roku. Sarkozy uważał uczestnictwo Turcji za alternatywę dla jej członkostwa w UE, któremu był przeciwny. Uznał on również, że organizacja może być forum dialogu pomiędzy Izraelem i jego sąsiadami.
Początkowo niektóre państwa UE, w tym głównie Niemcy, wyrażały swój sceptycyzm wobec projektu. Zarzucono mu dublowanie zadań i już istniejących instytucji, jak Partnerstwo Śródziemnomorskie. W lutym 2008 roku francuski minister ds. europejskich Jean-Pierre Jouyet oświadczył, że nowa wspólnota ma być uzupełnieniem i wzbogaceniem istniejących struktur współpracy. Ogłosił również, że bardziej odpowiednia jest nazwa Unia na rzecz Regionu Morza Śródziemnego, aniżeli Unia Śródziemnomorska.
Oświadczenie ministra Jouyeta wychodziło naprzeciw niektórym obiekcjom państw europejskich. W pierwotnym projekcie Sarkozy’ego członkami Unii miały być bowiem tylko państwa UE leżące nad Morzem Śródziemnym. Wywoływało to szczególny sprzeciw Niemiec. W marcu 2008 roku doszło do spotkania prezydenta Sarkozy’ego z kanclerz Angelą Merkel, w czasie którego przedyskutowano projekt nowej unii. Rezultatem spotkania była rewizja projektu francuskiego i włączenie do Unii na rzecz Regionu Morza Śródziemnego wszystkich 27 państw UE. Zadeklarowano również oparcie nowej wspólnoty na istniejącym procesie barcelońskim. Oficjalnie projekt nowej Unii zatwierdzono w Brukseli w czasie posiedzenia Rady UE w dniach 12–13 marca 2008 roku.
Unia na rzecz Regionu Morza Śródziemnego została oficjalnie powołana podczas szczytu przywódców 43 państw w Paryżu w dniach 13–14 lipca 2008 roku. Polskę reprezentował prezydent Lech Kaczyński. W trakcie szczytu doszło do historycznego spotkania prezydenta Libanu Michela Sulaimana z prezydentem Syrii Basharem al-Assadem. Przywódcy tych dwóch państw zapowiedzieli przełom we wspólnych stosunkach i otwarcie ambasad w dwóch państwach.

## Członkowie

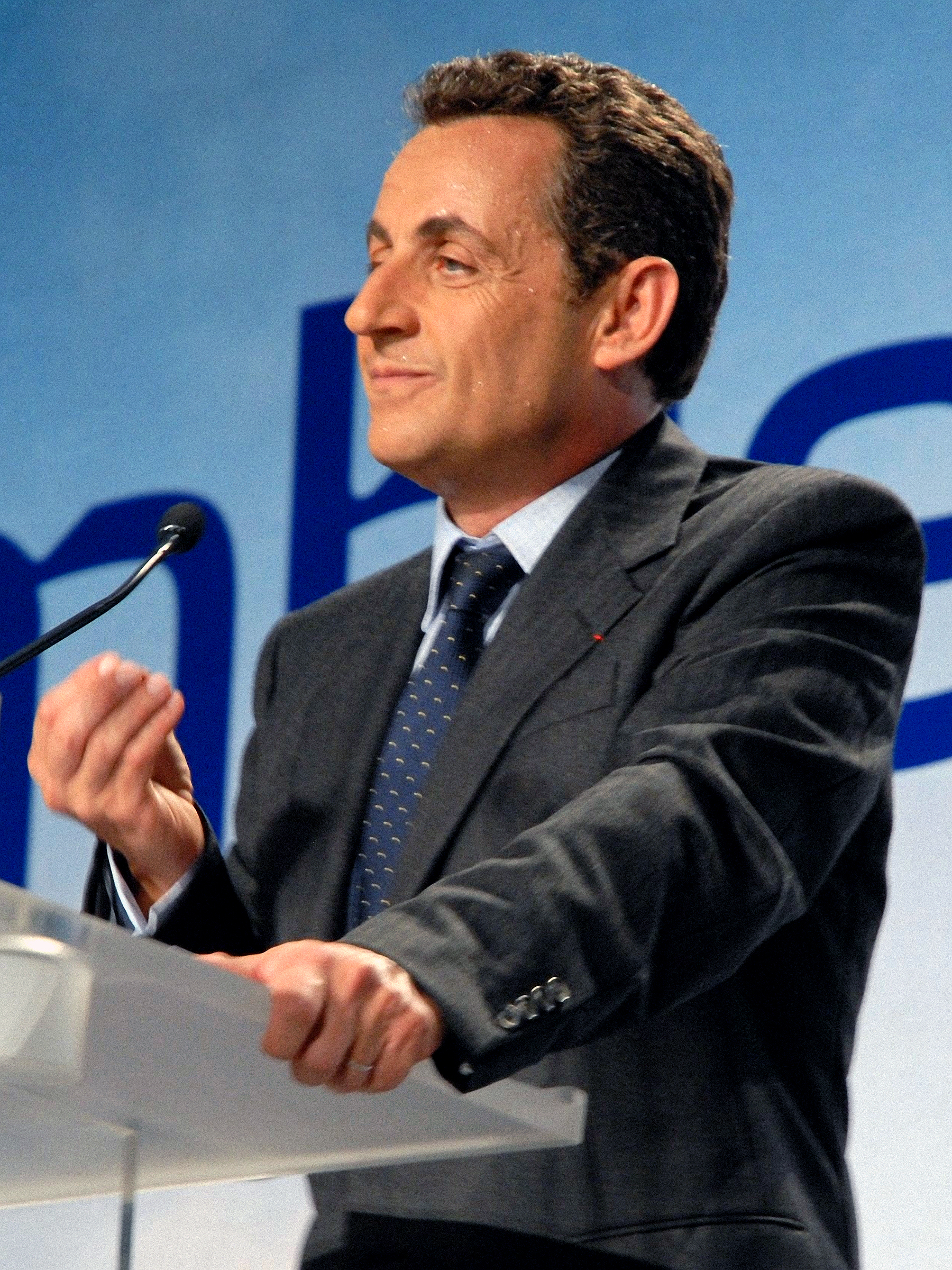
Prezydent Nicolas Sarkozy proponuje utworzenie Unii na rzecz Regionu Morza Śródziemnego podczas kampanii wyborczej, 2007

W skład Unii na rzecz Regionu Morza Śródziemnego wchodzi 42 członków; 27 państw członkowskich UE oraz Albania, Algieria, Bośnia i Hercegowina, Czarnogóra, Egipt, Izrael, Jordania, Liban, Maroko, Mauretania, Monako, Palestyna, Syria, Tunezja i Turcja. Organizacja obejmuje ponad 756 mln mieszkańców.
Jako jedyne państwo śródziemnomorskie do Unii na rzecz Regionu Morza Śródziemnego nie przystąpiła Libia. Przywódca Libii Mu’ammar al-Kaddafi uznał go za nowy europejski „projekt kolonialny”. Kraj ten posiada status obserwatora w organizacji oraz procesie barcelońskim i uczestniczy w tej roli w regionalnych spotkaniach, szczytach i konferencjach. Zarówno Unia na rzecz Regionu Morza Śródziemnego, jak i władze Libii deklarują chęć przyznania temu państwu pełnego członkostwa w organizacji.
Turcja zaakceptowała swój udział w projekcie dopiero w marcu 2008 roku po zagwarantowaniu przez państwa UE, że Unia na rzecz Regionu Morza Śródziemnego nie będzie dla Turcji alternatywą dla jej pełnego członkostwa we wspólnocie.
Syria zawiesiła swój udział w Unii na rzecz Regionu Morza Śródziemnego 22 czerwca 2011 roku.

## Główne zadania
Zgodnie z projektem, Unia na rzecz Regionu Morza Śródziemnego, ma być wzmocnioną formą istniejącego w UE od 1995 roku tzw. procesu barcelońskiego. Współpraca ma objąć realizację konkretnych projektów, jak poprawa transportu morskiego, walka z zanieczyszczaniem morza i pożarami, współpraca uniwersytecka, a także kwestie polityczne i bezpieczeństwa, gospodarkę oraz sprawy społeczne, kulturalne i humanitarne.
Pod hasłem poprawy czystości wód kryje się np. budowa co najmniej 45 oczyszczalni ścieków w państwach Maghrebu i to tylko w najbardziej krytycznych miejscach. Właściwie takich oczyszczalni powinno powstać 300. Równie ambitnym jest plan budowy autostrady od Półwyspu Synajskiego do Casablanki. Planiści francuscy, jako główni autorzy Unii na rzecz Regionu Morza Śródziemnego, są zdecydowani pozyskać prywatnych inwestorów dla sfinansowania większości projektów komunikacyjnych.
Nowy unijny twór ma uzmysłowić zwłaszcza państwom Bliskiego Wschodu, iż mimo sprzecznych interesów i wielowiekowych waśni współpraca w takim gremium jest możliwa, a nawet niezbędna. Dowodem na to jest funkcjonowanie Unii Europejskiej.

## Misja
Misją Unii na rzecz Regionu Morza Śródziemnego jest pogłębienie współpracy i integracji w regionie poprzez regionalny dialog i implementację projektów oraz inicjatyw, które w istotny sposób powinny przyczyniać się do poprawy warunków życia mieszkańców krajów członkowskich.
Zgodnie z harmonogramem działań UfM z 2016, organizacja ta realizuje swoją misję, bazując na trzech powiązanych ze sobą priorytetach:
- regionalny rozwój społeczny (ang. regional human development),
- regionalna integracja (ang. regional integration),
- regionalna równowaga (ang. regional stability).

## Reakcje międzynarodowe
Przywódca Libii oskarżył Unię Europejską o próbę rozbicia Unii Afrykańskiej, neokolonializm i chęć podporządkowania południowych sąsiadów.